# Thelypteris pyrrhorhachis
Thelypteris pyrrhorhachis là một loài dương xỉ trong họ Thelypteridaceae. Loài này được C.M.Kuo mô tả khoa học đầu tiên năm 1985.
Danh pháp khoa học của loài này chưa được làm sáng tỏ. 